# 10.ª etapa de la Vuelta a España 2020
La 10.ª etapa de la Vuelta a España 2020 tuvo lugar el 30 de octubre de 2020 entre Castro Urdiales y Suances sobre un recorrido de 185 km y fue ganada por el esloveno Primož Roglič del equipo Jumbo-Visma, logrando así su tercer triunfo parcial y recuperar el liderato.

## Clasificación de la etapa
| \| Clasificación de la etapa \| Clasificación de la etapa \| Clasificación de la etapa \| Clasificación de la etapa \| Clasificación de la etapa \| \| Ciclista \| Ciclista \| Equipo \| Tiempo \| \| \| ------------------------- \| ------------------------- \| ------------------------- \| ------------------------- \| ------------------------- \| \| 1.º \| Primož Roglič \| Jumbo-Visma \| 4 h 14 min 11 s \| \| \| 2.º \| Felix Großschartner \| Bora-Hansgrohe \| + 0 s \| \| \| 3.º \| Andrea Bagioli \| Deceuninck-Quick Step \| + 0 s \| \| \| 4.º \| Alex Aranburu \| Astana \| + 0 s \| \| \| 5.º \| Robert Stannard \| Mitchelton-Scott \| + 0 s \| \| \| 6.º \| Julien Simon \| Total Direct Énergie \| + 0 s \| \| \| 7.º \| Daniel Martin \| Israel Start-Up Nation \| + 0 s \| \| \| 8.º \| Guillaume Martin \| Cofidis \| + 0 s \| \| \| 9.º \| Jasper Philipsen \| UAE Team Emirates \| + 3 s \| \| \| 10.º \| Magnus Cort \| EF Pro Cycling \| + 3 s \| \| |                     |                        |                 |
| |                     |                        |                 |
| Fuente: ProCyclingStats |                     |                        |                 |
| Clasificación de la etapa |                     |                        |                 |
| Ciclista | Ciclista            | Equipo                 | Tiempo          |
| 1.º | Primož Roglič       | Jumbo-Visma            | 4 h 14 min 11 s |
| 2.º | Felix Großschartner | Bora-Hansgrohe         | + 0 s           |
| 3.º | Andrea Bagioli      | Deceuninck-Quick Step  | + 0 s           |
| 4.º | Alex Aranburu       | Astana                 | + 0 s           |
| 5.º | Robert Stannard     | Mitchelton-Scott       | + 0 s           |
| 6.º | Julien Simon        | Total Direct Énergie   | + 0 s           |
| 7.º | Daniel Martin       | Israel Start-Up Nation | + 0 s           |
| 8.º | Guillaume Martin    | Cofidis                | + 0 s           |
| 9.º | Jasper Philipsen    | UAE Team Emirates      | + 3 s           |
| 10.º | Magnus Cort         | EF Pro Cycling         | + 3 s           |

## Clasificaciones al final de la etapa

### Clasificación general
| \| Clasificación general \| Clasificación general \| Clasificación general \| Clasificación general \| Clasificación general \| \| Ciclista \| Ciclista \| Equipo \| Tiempo \| \| \| --------------------- \| --------------------- \| ---------------------- \| --------------------- \| --------------------- \| \| 1.º \| Primož Roglič \| Jumbo-Visma \| 40 h 25 min 15 s \| \| \| 2.º \| Richard Carapaz \| Ineos Grenadiers \| + 0 s \| \| \| 3.º \| Daniel Martin \| Israel Start-Up Nation \| + 25 s \| \| \| 4.º \| Hugh Carthy \| EF Pro Cycling \| + 51 s \| \| \| 5.º \| Enric Mas \| Movistar Team \| + 1 min 54 s \| \| \| 6.º \| Felix Großschartner \| Bora-Hansgrohe \| + 3 min 19 s \| \| \| 7.º \| Esteban Chaves \| Mitchelton-Scott \| + 3 min 28 s \| \| \| 8.º \| Alejandro Valverde \| Movistar Team \| + 3 min 35 s \| \| \| 9.º \| Wout Poels \| Bahrain McLaren \| + 3 min 47 s \| \| \| 10.º \| Marc Soler \| Movistar Team \| + 3 min 52 s \| \| |                     |                        |                  |
| |                     |                        |                  |
| Fuente: ProCyclingStats |                     |                        |                  |
| Clasificación general |                     |                        |                  |
| Ciclista | Ciclista            | Equipo                 | Tiempo           |
| 1.º | Primož Roglič       | Jumbo-Visma            | 40 h 25 min 15 s |
| 2.º | Richard Carapaz     | Ineos Grenadiers       | + 0 s            |
| 3.º | Daniel Martin       | Israel Start-Up Nation | + 25 s           |
| 4.º | Hugh Carthy         | EF Pro Cycling         | + 51 s           |
| 5.º | Enric Mas           | Movistar Team          | + 1 min 54 s     |
| 6.º | Felix Großschartner | Bora-Hansgrohe         | + 3 min 19 s     |
| 7.º | Esteban Chaves      | Mitchelton-Scott       | + 3 min 28 s     |
| 8.º | Alejandro Valverde  | Movistar Team          | + 3 min 35 s     |
| 9.º | Wout Poels          | Bahrain McLaren        | + 3 min 47 s     |
| 10.º | Marc Soler          | Movistar Team          | + 3 min 52 s     |

### Clasificación por puntos
| Clasificación por puntos | Clasificación por puntos | Clasificación por puntos | Clasificación por puntos | Clasificación por puntos |
| Ciclista                 | Ciclista                 | Equipo                   | Puntos                   |                          |
| ------------------------ | ------------------------ | ------------------------ | ------------------------ | ------------------------ |
| 1.º                      | Primož Roglič            | Jumbo-Visma              | 129 pts                  |                          |
| 2.º                      | Richard Carapaz          | Ineos Grenadiers         | 83 pts                   |                          |
| 3.º                      | Daniel Martin            | Israel Start-Up Nation   | 82 pts                   |                          |
| 4.º                      | Guillaume Martin         | Cofidis                  | 58 pts                   |                          |
| 5.º                      | Felix Großschartner      | Bora-Hansgrohe           | 53 pts                   |                          |
| 6.º                      | Michael Woods            | EF Pro Cycling           | 45 pts                   |                          |
| 7.º                      | Hugh Carthy              | EF Pro Cycling           | 45 pts                   |                          |
| 8.º                      | Enric Mas                | Movistar Team            | 42 pts                   |                          |
| 9.º                      | Jasper Philipsen         | UAE Team Emirates        | 41 pts                   |                          |
| 10.º                     | Alejandro Valverde       | Movistar Team            | 40 pts                   |                          |

### Clasificación de la montaña
| Clasificación de la montaña | Clasificación de la montaña | Clasificación de la montaña | Clasificación de la montaña | Clasificación de la montaña |
| Ciclista                    | Ciclista                    | Equipo                      | Puntos                      |                             |
| --------------------------- | --------------------------- | --------------------------- | --------------------------- | --------------------------- |
| 1.º                         | Guillaume Martin            | Cofidis                     | 27 pts                      |                             |
| 2.º                         | Sepp Kuss                   | Jumbo-Visma                 | 24 pts                      |                             |
| 3.º                         | Richard Carapaz             | Ineos Grenadiers            | 24 pts                      |                             |
| 4.º                         | Daniel Martin               | Israel Start-Up Nation      | 20 pts                      |                             |
| 5.º                         | Tim Wellens                 | Lotto-Soudal                | 19 pts                      |                             |
| 6.º                         | Primož Roglič               | Jumbo-Visma                 | 17 pts                      |                             |
| 7.º                         | Michael Woods               | EF Pro Cycling              | 16 pts                      |                             |
| 8.º                         | Ion Izagirre                | Astana                      | 11 pts                      |                             |
| 9.º                         | Alejandro Valverde          | Movistar Team               | 11 pts                      |                             |
| 10.º                        | Rémi Cavagna                | Deceuninck-Quick Step       | 6 pts                       |                             |

### Clasificación de los jóvenes
| Clasificación del mejor joven | Clasificación del mejor joven | Clasificación del mejor joven | Clasificación del mejor joven | Clasificación del mejor joven |
| Ciclista                      | Ciclista                      | Equipo                        | Tiempo                        |                               |
| ----------------------------- | ----------------------------- | ----------------------------- | ----------------------------- | ----------------------------- |
| 1.º                           | Enric Mas                     | Movistar Team                 | 40 h 27 min 09 s              |                               |
| 2.º                           | David Gaudu                   | Groupama-FDJ                  | + 4 min 21 s                  |                               |
| 3.º                           | Aleksandr Vlásov              | Astana                        | + 4 min 58 s                  |                               |
| 4.º                           | Gino Mäder                    | NTT Pro Cycling               | + 9 min 43 s                  |                               |
| 5.º                           | Kobe Goossens                 | Lotto-Soudal                  | + 17 min 17 s                 |                               |
| 6.º                           | Georg Zimmermann              | CCC Team                      | + 21 min 09 s                 |                               |
| 7.º                           | Clément Champoussin           | AG2R La Mondiale              | + 25 min 07 s                 |                               |
| 8.º                           | William Barta                 | CCC Team                      | + 32 min 24 s                 |                               |
| 9.º                           | Iván Ramiro Sosa              | Ineos Grenadiers              | + 36 min 17 s                 |                               |
| 10.º                          | Andrea Bagioli                | Deceuninck-Quick Step         | + 37 min 18 s                 |                               |

### Clasificación por equipos
| Clasificación por equipos | Clasificación por equipos | Clasificación por equipos | Clasificación por equipos |
| Equipo                    | Equipo                    | Tiempo                    |                           |
| ------------------------- | ------------------------- | ------------------------- | ------------------------- |
| 1.º                       | Movistar Team             | 121 h 25 min 21 s         |                           |
| 2.º                       | Jumbo-Visma               | + 5 min 57 s              |                           |
| 3.º                       | Astana                    | + 12 min 43 s             |                           |
| 4.º                       | UAE Team Emirates         | + 14 min 21 s             |                           |
| 5.º                       | Mitchelton-Scott          | + 28 min 19 s             |                           |
| 6.º                       | Cofidis                   | + 48 min 36 s             |                           |
| 7.º                       | Ineos Grenadiers          | + 1 h 02 min 21 s         |                           |
| 8.º                       | Groupama-FDJ              | + 1 h 19 min 27 s         |                           |
| 9.º                       | EF Pro Cycling            | + 1 h 35 min 48 s         |                           |
| 10.º                      | Trek-Segafredo            | + 1 h 36 min 02 s         |                           |

## Abandonos
Ninguno.